# Piero Malvestiti
Piero Malvestiti (Milà, Itàlia 1899 - íd. 1964) fou un polític italià que fou ministre al seu país així com Vicepresident de la Comissió Europea i president de la Comunitat Europea del Carbó i de l'Acer.

## Biografia
Va néixer l'any 1899 a la ciutat de Milà, en una família d'orígens humils. Morí el 1964 en aquesta mateixa ciutat.

## Activitat política

### Política nacional
Fou membre fundador de la Democràcia Cristiana (DC) l'any 1942. Participà en diversos governs del seu país, esdevenint el 1947 sotsecretari del Ministre de Finances sota el govern del primer ministre Alcide De Gasperi, càrrec que desenvolupà fins al 1948. Posteriorment fou nomenat per Gasperi sotsecretari del Ministeri del Tresor, càrrec que va desenvolupar fins al 1951. El 1951 el mateix Gasperi el nomenà Ministre del Transport i el 1953 el nou primer ministre Giuseppe Pella el nomenà Ministre d'Indústria i Comerç.

### Política europea
El gener de 1958 va esdevenir membre de la Comissió Hallstein, la primera Comissió de la Comunitat Econòmica Europea (CEE), sent nomenat Vicepresident de la mateixa i Comissari Europeu del Mercat Interior. El setembre de 1959, però, renuncià als seus càrrecs per ser escollit President de la Comunitat Europea del Carbó i de l'Acer (CECA), càrrec que va desenvolupar fins al novembre de 1963. Fou reemplaçat en la Comissió Hallstein per Giuseppe Caron.